# Theodore Rask
Theodore Rask, född 1 maj 2000 i Etiopien, uppvuxen i Motala, var en svensk fotbollsspelare.  
Karriären avslutades hösten 2024 och Rask noterades för 17 framträdanden för IFK Norrköping. Dessutom blev det 27 framträdanden för Östersund och 21 för Västerås. 

## Karriär
Rask spelade i Motala AIF och IFK Motalas ungdomssektioner innan han 2017 gick över till allsvenska IFK Norrköping.. Säsongerna 2017-2021 har han varit utlånad till samarbetsklubben IF Sylvia. Den 18 oktober 2020 gjorde han allsvensk debut för IFK i deras 3-1-seger över Varbergs BoIS.
I april 2022 lånades Rask ut till Superettan-klubben Västerås SK på ett korttidslån över vårsäsongen 2022. I juni samma år förlängdes låneavtalet. I mars 2023 lånades Rask ut till Superettan-klubben Östersunds FK på ett låneavtal fram till sommaren. I juli 2023 förlängdes hans låneavtal över resten av säsongen. I december 2023 lämnade Rask IFK Norrköping i samband med att hans kontrakt gick ut.
Under 2024 provtränade han med Örebro SK i februari och fick ett kontraktserbjudande, som han tackade nej till. Det fanns även intresse från Indien, Färöarna och Litauen i vintras. Men det blev aldrig konkret eller lockande. Därmed la han skorna på hyllan under hösten 2024.